# Scott VanderMeer
Scott Raymond VanderMeer (Dyer, 16 maggio 1986) è un ex cestista statunitense, professionista nella D-League, in Europa e in Sudamerica.

## Palmarès
- Campione di Svizzera (2010)
- Campione NBDL (2011)